# Рагби 13 уживо 4
Rugby League Live 4 (транскр. Рагби 13 уживо 4; срп. Рагби 13 уживо 4) јесте рагби 13 симулацијска видео-игра, развијена од стране аустралијског предузећа „Big Ant Studios”, а објављена од стране аустралијске фирме „Tru blu entertainment”.
Објављена је у Северној Америци, Великој Британији, Француској, Аустралији и Океанији у јулу 2017. за рачунаре, PlayStation 4 и Xbox 360.